# Lekë Dukagjini
Lekë Dukagjini (1410 - 1481) va ser un rei d'Albània destacat per la seva resistència a l'Imperi Otomà, aliat amb Venècia. Dins del seu regnat destaquen les lleis per homogeneitzar el país (els kanun albanesos, basats en els valors tradicionals de l'honor). La seva tasca va haver de competir amb l'ombra de la fama del seu predecessor, Gjergj Kastriot Skanderbeg, considerat el príncep guerrer per excel·lència. Nascut a Kosovo, Dukagjini es caracteritzava més per les seves habilitats gestores que militars, influïdes per les seves estades a altres països europeus.